# Стоёвска, Эва
Эва Стоёвска (пол. Ewa Stojowska, урождённая Кристина Эва Прызиньска, пол. Krystyna Ewa Pryzińska; 24 декабря 1908, Тарнув — 11 января 1996, Краков) — польская актриса и театральный режиссёр.

## Биография
Дочь полковника Яна Прызиньского (1879—1959), старосты Замойского повята на рубеже 1920—1930-х гг. В 1935 г. дебютировала на театральной сцене во Львове, где оставалась в течение трёх сезонов. Выйдя замуж за драматурга и радиоведущего Виктора Будзыньского, участвовала в его радиошоу «Весёлая львовская волна» (пол. Wesoła Lwowska Fala). В 1938 г. перебралась в Варшаву. В годы гитлеровской оккупации выступала как в открытых театрах, так и на подпольных площадках, участвовала в антифашистском подполье. В 1943 году была арестована и направлена в концентрационный лагерь Аушвиц (Освенцим), затем в Берген-Бельзен. Пела в оркестре узников, в этом качестве упоминается в произведении К. Живульской «Я пережила Освенцим».
После освобождения в 1945—1946 гг. играла в польской театральной труппе в Брюсселе, затем вернулась на родину и вплоть до 1988 г. выступала в различных театрах Кракова как актриса и режиссёр.